# Rebecca Gallantree
Rebecca Gallantree (Chelmsford, 19 de agosto de 1984) es una deportista británica que compitió en saltos de trampolín.
Ganó una medalla de oro en el Campeonato Mundial de Natación de 2015 y dos medallas en el Campeonato Europeo de Natación, plata en 2016 y bronce en2013.
Participó en tres Juegos Olímpicos de Verano, entre los años 2008 y 2016, ocupando el séptimo lugar en Londres 2012 y el sexto en Río de Janeiro 2016, en la prueba sincronizada.

## Palmarés internacional
| Campeonato Mundial | Campeonato Mundial    | Campeonato Mundial | Campeonato Mundial   |
| Año                | Lugar                 | Medalla            | Prueba               |
| ------------------ | --------------------- | ------------------ | -------------------- |
| 2015               | Kazán (Rusia)         | Medalla de oro     | Equipo mixto         |
| Campeonato Europeo |                       |                    |                      |
| Año                | Lugar                 | Medalla            | Prueba               |
| 2013               | Rostock (Alemania)    | Medalla de bronce  | Trampolín 3 m sincro |
| 2016               | Londres (Reino Unido) | Medalla de plata   | Trampolín 3 m sincro |